# Fryderyk za album roku
Fryderyk za album roku – polska nagroda muzyczna Fryderyk, przyznawana w latach 2013 i 2014 w sekcji muzyki rozrywkowej w kategorii album roku. Honorowała wykonawców i producentów muzycznych za album. Fryderyki są przyznawane od 1995 przez Związek Producentów Audio-Video (ZPAV) za osiągnięcia w rodzimym przemyśle muzycznym. Od 2000 za wyłanianie nominowanych, a następnie laureatów odpowiedzialna jest powołana przez ZPAV Akademia Fonograficzna.
Kategoria została wprowadzona podczas 19. edycji, Fryderyków 2013, zastępując istniejące wcześniej kategorie albumowe podzielone na podstawie gatunków muzycznych. Równocześnie po raz pierwszy w kategorii albumowej zaczęli być nominowani producenci (wcześniej byli to tylko wykonawcy, zaś producentom były dedykowane kategorie producent muzyczny roku i produkcja muzyczna roku). Pojawiła się także w kolejnej edycji, 2014. W edycji 2015 została wycofana na rzecz ponownego podziału na kategorie gatunkowe.

## Laureaci i nominowani
| Rok  | Nagrodzony album      | Nagrodzeni wykonawcy | Nagrodzeni producenci                | Pozostałe nominacje | Źr.   |
| ---- | --------------------- | -------------------- | ------------------------------------ | --- | ----- |
| 2013 | Old Is Gold           | T.Love               | Maciej Majchrzak i Zygmunt Staszczyk | - Do rycerzy, do szlachty, doo mieszczan – Hey - produkcja: Marcin Bors i Paweł Krawczyk - Jezus Maria Peszek – Maria Peszek - produkcja: Maria Peszek i Michał „Fox” Król - Lax – Brodka - produkcja: Bartosz Dziedzic - Robaki – Luxtorpeda - produkcja: Robert Friedrich i Luxtorpeda | [ 5 ] |
| 2014 | Comfort and Happiness | Dawid Podsiadło      | Bogdan Kondracki i Dawid Podsiadło   | - Matka, Syn, Bóg – Wojciech Waglewski, Fisz i Emade - produkcja: Emade - Miłość – Jamal - produkcja: Andrzej „Gienia” Markowski - Renovatio – Edyta Bartosiewicz - produkcja: Edyta Bartosiewicz i Leszek Kamiński - Transoriental Orchestra – Kayah - produkcja: Atanas Valkov         | [ 6 ] |